# 泰兴路
泰興路是中華人民共和國上海市靜安區一條南北走向道路，北至西蘇州路，南至南京西路以南，當中被北京西路分割為不相連的南北兩段。道路全长1125米，宽12.2米至15.5米，车行道宽7.7米至9.5米。道路於中華民国3年（1914年）前修筑，中華民国6年（1917年）前全部建成。當時道路的吴江路至新闸路路段叫作麦特赫司脱路（Medhurst Road），路名來自於英国传教士麦都思；康脑脱路以北路段叫作麦根路（Markham Road）。中華民国22年（1933年）康脑脱路以北段改名為淮安路，路名來自江蘇淮安，以南路段改名為泰兴路，路名來自江蘇泰興。1959年南北路段合併為泰興路。道路沿路有中国人民政治协商会议上海市委员会以及中共中央特科舊址（泰興路383弄91號）。